# タラ・キャリコ失踪事件
タラ・キャリコ失踪事件（タラ・キャリコしっそうじけん、Disappearance of Tara Calico）とは、1988年にアメリカ合衆国で発生した女子大生の失踪事件。
2024年現在も未解決であり、失踪後に関連が疑われるポラロイド写真が発見されたため、「ポラロイド・ミステリー（Polaroid Mystery）」とも呼ばれている。

## 失踪
1988年9月20日午前9時半、ニューメキシコ州ベーリンに住むニューメキシコ大学バレンシア・カレッジの2年生、タラ・リー・キャリコ（Tara Leigh Calico、1969年2月28日生まれ、当時19歳）は、母親が使っていたマウンテンバイク（彼女自身が使っていた自転車は数日前にパンクしていた）に乗って自宅から大学へ向かった。当日は12時半にボーイフレンドとテニスをする約束をしており、午後4時まで授業を受講する予定であった。しかし、夜になっても帰宅しなかったため、母親が警察に通報、家族や地域の人々及び警察による捜索が始まった。
タラが最後に目撃された地点から南に5キロ離れた道路脇で、彼女が聴いていたボストンのカセットテープが見つかり、自宅から東に30キロ離れた場所で彼女が使っていたウォークマンの部品が見つかった。また失踪当日の午前11時45分頃には、彼女の後ろを追走する男性二人組が乗ったフォードのピックアップが目撃されている。タラはイヤホンをしていたため、トラックには気付かなかったと考えられている。
その後数週間捜索が行われたが、彼女の行方はわからなかった。

## ポラロイド写真の発見
失踪から約10ヶ月が経過した1989年6月15日、ベーリンから遠く離れたフロリダ州ポートセントジョーのコンビニエンスストアの駐車場で、粘着テープで口を塞がれ、後ろ手に縛られた若い女性と少年が写ったポラロイド写真が発見された。拾得者の女性によると、写真を拾った場所にはトヨタ製の白いバンが停まっており、中には口髭を生やした30代ほどの男が乗っており車で去り際に写真を落としたと見られている。通報を受けた警察は直ちに道路検問を実施したが、見つけることはできなかった。
写真の2人は車内に入れられているところを撮影したと思われ、場所を特定することはできなかった。ポラロイド社は、写真は同年5月以降に撮影されたものと発表した。
タラの両親は写真の女性の脚に娘と似た痣があること、傍らに彼女がよく読んでいたものと同じタイトルのペーパーバック（V・C・アンドリュースの『オードリナ』）があることなどから、自分達の娘ではないかと考えた。スコットランドヤードは、鑑定の結果タラである可能性が高いとしたが、ロスアラモス国立研究所の鑑定ではこれを否定、FBIは、8月に写真の女性がタラであるかは断定できないと発表した。
事態の異様な展開は全米中の関心を呼び、著名な番組（『オプラ・ウィンフリー・ショー』、『48 Hours』、『アメリカズ・モスト・ウォンテッド』）でも取り上げられた。
また、写真の少年は1988年4月21日にタラと同じくニューメキシコ州北部で行方不明になったマイケル・ヘンリー（Michael Henley 当時9歳）ではないかと思われたが、1990年6月に彼の遺骨がズニ山で発見され、警察は彼が低体温症で死亡したと発表した。
結局、写真に写っていた2人が誰であるかは現在に至るまで判明していない。

## 仮説と容疑者
ニューメキシコ州の保安官ルネ・リベラの証言ではポラロイド写真とキャリコは無関係でキャリコの知り合いの10代の少年二人がトラブルの末にキャリコをピックアップトラックで轢死させ遺体を遺棄したと語った。
その他誘拐による人身売買の被害に合ったという説や、またキャリコは失踪時の1988年代に暗躍していた幾人かの連続殺人鬼の餌食になったという仮説もあり、その場合誘拐拉致した女性に浣腸や性具を挿入するなどの拷問を加えて殺害していたデイビッド・パーカー・レイにキャリコが誘拐されキャリコも浣腸などの拷問をされた後殺害されたという説(当時レイは上の証言にあるように口髭を蓄えキャリコがいるニューメキシコ州で獲物を物色し、また白いトヨタ製バンも所有していた)。また殺害前に被害者の写真を撮影するトラック運転手殺人鬼のロバート・ベン・ローデスやハッピーフェイスキラーことキース・ジェスパーソン、口髭を蓄えピックアップトラックで獲物を物色していたジョエル・リフキン、被害者のポルノ写真を撮影していたロドニー・アルカラなどが候補に上がっている。

## 新たなポラロイド写真
ポラロイド写真の女性とキャリコの顔のチャート比を比較した2018年の最新の画像解析ではキャリコと写真の女性はほぼ別人という結果も出ている。保安官の証言通りなら少年らの犯行であり、写真の女性の足の痣と本は写真の女性をキャリコと誤認させる悪戯ということになる。しかし、キャリコ失踪から30年近く立った2016年にアメリカの一般のインターネットスレッドで、あるユーザーがポラロイド写真に写っている女性と同じ女性が上半身裸で乳房を剥き出しにして緊縛されている写真を投稿し物議を醸した。他のユーザーにより直ぐ様警察に通報されたが結局、その投稿者は雲隠れしてしまい事件は有耶無耶になってしまいポラロイド写真に写っている女性もその女性についても誘拐された被害者なのか、それともその投稿者が恋人にSMプレイを行った写真を投稿しただけの悪質な悪戯写真なのか不明となっている。
ただし警察に届けられた別のポラロイド写真も存在し、キャリコに似た誘拐されたと思わしき女性が裸で怯えているものや、女性が電車の中で男性に捕まっているという写真も存在し、そちらの写真についてもキャリコ本人なのか悪質な悪戯写真なのか真相不明である。